# Viarmes
Viarmes ist eine französische Gemeinde mit 5.509 Einwohnern (Stand: 1. Januar 2022) im Département Val-d’Oise in der Region Île-de-France; sie gehört zum Arrondissement Sarcelles und zum Kanton Fosses. Die Einwohner werden Viarmois genannt.

## Geographie
Viarmes liegt am Rand des Forêt de Carnelle. An der nördlichen Gemeindegrenze verläuft das Flüsschen Ysieux. Umgeben wird Viarmes von den Nachbargemeinden Asnières-sur-Oise im Norden und Nordwesten, Luzarches im Nordosten und Südosten, Seugy im Osten, Belloy-en-France im Süden sowie Saint-Martin-du-Tertre im Westen und Südwesten.
Durch die Gemeinde führen die frühere Route nationale 309 und 322.

## Bevölkerungsentwicklung
| Jahr      | 1962 | 1968 | 1975 | 1982 | 1990 | 1999 | 2006 | 2011 | 2018 |
| Einwohner | 2333 | 2625 | 3303 | 3871 | 4315 | 4681 | 4765 | 5084 | 5220 |

## Sehenswürdigkeiten
- Gotische Kirche Saint-Pierre-Saint-Paul, ab Ende des 12., Anfang des 13. Jahrhunderts errichtet, seit 2004 Monument historique
- Schloss Viarmes, 1758 errichtet, heutiges Rathaus, Monument historique seit 1926
- Fontaine aux Moines, Brunnenanlage, errichtet 1228 durch die Mönche der Abtei von Royaumont, Monument historique seit 2003
- Waschhaus Rue du Montcel, erbaut 1827
- L’Hêtre Pourpre, Herrenhaus

Siehe auch: Liste der Monuments historiques in Viarmes

## Persönlichkeiten
- Maximilien de Béthune, duc de Sully (1559–1641), Marschall Frankreichs, Herr über Viarmes
- Jean Barbault (1718–1762), Maler
- Pauline Savari (1859–1907), Feministin und Künstlerin

## Gemeindepartnerschaften
Mit der irischen Gemeinde Tubbercurry im County Sligo und der Schweizer Gemeinde Morcote im Tessin bestehen Partnerschaften.